# Frares Menors Recol·lectes
L'Orde de Frares Menors Recol·lectes (en llatí Ordo Fratrum Minorum Recollectorum) és un orde religiós, reforma observant de l'orde franciscà, originat cap a 1580 al si de l'Orde de Frares Menors Observants a França. Els seus members es van anomenar Recol·lectes (Récollets), ja que el nom de "reformats" l'havien adoptat els calvinistes.

## Història
La fundació de cases de recol·lecció a França, tot i l'oposició inicial, era una demanda de sectors dels frares menors observants, per a viure-hi la regla original de l'orde en l'estricta observança de la seva austeritat, potser per influència a imitació del que s'havia fet als regnes hispànics amb els frares menors descalços o a Itàlia amb els frares menors reformats.
Les guerres de religió a França havien tingut efectes perjudicials als convents franciscans. Una primera casa reformada va fundar-se a Cluys el 1570, però va durar poc temps. Va ser l'excaputxí Franz Dozieck el primer que va impulsar-ne fermament el desenvolupament de la reforma, cap al 1583 com a custodi del convent observant d'Aquitània. El primer convent reformat va ser el de Rabastens-sur-Tarns, en Aquitània.
El 1595, Bonaventura da Caltagirone, general de l'orde, va convidar els menors reformats italians a establir-se a França i iniciar-hi una reforma i va promulgar constitucions per a la "província belga i germànica". Els reformats italians, però, van haver de retirar-se’n per l'antipatia de la població. Les cases que havien ocupat van ser cedides als recol·lectes francesos, amb el permís del general: es pot considerar 1597 la data de naixement oficial de la Recol·lecció. Cap al 1600, les cases recol·lectes ja eren cinc, entre elles Tulle (1585), Nevers (1592), Llemotges (1596) i París (1603).
Climent VIII, partidari de les reformes, va promulgar la butlla Pro iniuncto nobis el 26 de març de 1601, atorgant als recol·lectes els mateixos privilegis que els Menors Reformats italians, amb un comissari general sotmès a l'autoritat del provincial observant.
El nou comissari, fra Nathanaël el Savi, va fundar els convents de Tolosa i Bordeus, i en 1612 dividí França en dues províncies: la de Sant Bernardí, al sud, i la de Sant Dionís al nord, a més de la Custòdia de Sant Antoni "in Delphinatu". El creixement va ser notable, especialment la primera meitat del segle XVII; després, la difusió de l'orde dels caputxins va frenar-la. Els reis francesos, des d'Enric IV de França, els van honorar i donar privilegis, però a canvi els recol·lectes van ser massa dependents dels reis. També van ser els capellans de l'exèrcit francès i reconeguts com a predicadors. Van combatre el calvinisme i, durant les guerres de religió, van apostar pel debat pacífic i la resolució del conflicte sense violència. Van destacar també per la seva tasca d'assistència als malalts, ferits de guerra i necessitats.
Van desenvolupar una gran activitat missionera, especialment al Canadà (amb un noviciat a Quebec en 1622, fins al 1763, que van ser expulsats pels britànics) i Moçambic. El 1642 van fundar un convent a Trípoli i el 1660 ho intentaren, sense èxit, a Esmirna. Tampoc no van deixar de banda, al contrari que altres branques reformades, els estudis teològics ni històrics, amb figures importants com l'irlandès Luke Wadding (1588-1657), autor dels Annales Minorum.
El 1771, la Commission des Réguliers, creada per regular els ordes religiosos, va permetre els recol·lectes continuar a França sense que haguessin d'unir-se als Frares Menors Conventuals. Els recol·lectes tenien llavors 11 províncies i uns 11.000 membres, però l'orde va ser suprimit per la Revolució francesa.

## Recol·lectes de la Nació Germanobelga
Els recol·lectes de l'anomenada nació germanobelgano tenen a veure amb els recol·lectes francesos.
En 1517 d'havia creat la província observant de Saxònia (Saxonia S. Curcis), com també les de Colònia i Estrasburg. La reforma protestant aturà la formació de la província de Turíngia i provocà que la de Saxònia quedés reduïda a un únic convent, a Halberstadt, que en 1628 tenia un únic frare. Llavors la província de Colònia, que en 1621 havia donat els estatuts de les cases de recol·lecció a tots els convents, es va fer càrrec de la saxona, que va tenir un ràpid creixement, creant-se la província de Turíngia en 1633. En 1646 els convents van adoptar el nom de Frares Menors Recol·lectes.
Altres convents van seguir-ne l'exemple i, cap al 1682, la reforma s'estenia a Alemanya, Bèlgica, Països Baixos, Anglaterra i Irlanda, que constituïren la nació germanobelga.
Aquests recol·lectes seguien una disciplina molt estricta, amb un seguiment rigorós de la regla original. Tenien un comissari general particular i, des de 1703, un procurador general a Roma, que representava també els franciscans descalços d'Espanya i Portugal. Benet XIII, en sancionar-ne els estatuts el 1729, els demanà que deixessin la denominació de recol·lectes i algunes peculiaritats a l'hàbit, però Climent XII els va permetre continuar amb ells dos anys després.
Els efectes de la Revolució francesa a Alemanya i la supressió del Sacre Imperi Romanogermànic (1803), va fer que la província de Colònia fos suprimida i la turíngia (Fulda) reduïda a dos convents. Mentre que molts franciscans de Prússia van emigrar cap als Estats Units, les províncies de Baviera i Saxònia continuaren creixent, especialment a Westfàlia i Renània. Es fundaren noves províncies a Nord-amèrica i el Brasil, i en 1902 es creà una nova província a Silèsia.
Com la resta de branques observants, va ser suprimida en 1897, passant els seus membres i convents a formar, amb els franciscans observants, els reformats i descalços, l'Orde de Frares Menors.